# Quinto (Verona)
Quinto, già comune autonomo col nome di Quinto di Valpantena, è una frazione di Verona, facente parte della VIII circoscrizione. Il paese è abitato da 6.714 persone. La frazione sorge a 115 metri sul livello del mare e confina con i paesi di Marzana, Poiano, Santa Maria in Stelle e Novaglie.
Il nome Quinto deriva dalla caratteristica che dista 5 miglia dal centro della città, che corrispondono a 7,5 km.
Il comune fu soppresso nel 1928 e aggregato al comune di Verona.

## Infrastrutture e trasporti
Quinto è attraversata dalla strada provinciale 6 che, fra il 1922 e il 1958, ospitò un'omonima fermata lungo il binario della tranvia Verona-Grezzana, la quale faceva parte di un insieme di tranvie elettriche che caratterizzarono la provincia veronese e rappresentò un importante strumento di crescita per la Valpantena.